# Agon
Agon (starogrško ἀγών, latinizirano: tekmovanje) je del grške drame, posebej stare atiške komedije, v kateri se spopadata dva igralca, ki predstavljata dve različni mišljenji. Pri tem običajno vsakega spodbuja ena polovica zbora, eno pa je tudi mišljenje samega pesnika, ki predstavlja osnovni motiv in glavno vsebino komedije. Dva najbolj znana agona sta v Aristofanovih Oblakih, kjer se spopadata Pravični in Nepravični govor, ter v njegovih Žabah, ko tekmujeta Ajshil in Evripid.
Agon ima zahtevno strukturo in lahko ima do devet delov. Uvodno pesem poje zbor ali polzbor, nato sledi kratko povabilo (κατακελευσμός) s katerim zborovodja spodbudi enega od igralcev, da spregovori. Prvi razpravljavec (protagonist) navede svoje argumente, pri čemer ga preostali na sceni lahko prekinjajo. Vrhunec njegove razlage je zadihani pnigos (ali "makron"), izgovorjen v pospešenem ritmu. Potem drugi igralec (antagonist) ponavlja celotno shemo in na koncu zbor v tako imenovanem sfragidi (σφραγίς) presodi  in dodeli zmago enemu od obeh razpravljavcev, pri čemer je to običajno igralec, ki je govoril drugi po vrsti (antagonist). V Aristofanovih komedijah je agon običajno za parodo, po njem igralci zapustijo sceno in sledi parabaza, najpomembnejši del zbora v komediji.
V grški tragediji agon ni poseben del drame, a so taki verbalni spopadi včasih vtkani v epizodij. Na primer v Sofoklovi Antigoni najdemo dialektično razpravo (agon) med Antigono in Ismeno ter med Antigono in Kreontom o ljudski in božanski pravici.